# لاک‌پشت‌های نینجا (مجموعه تلویزیونی ۲۰۱۲)
لاک‌پشت‌های نینجا با نام کامل لاک‌پشت‌های نینجای جهش‌یافته نوجوان (به انگلیسی: Teenage Mutant Ninja Turtles) (که به علت فصل پنجم‌اش با عنوان داستان لاک‌پشت‌های نینجای جهش‌یافته نوجوان هم شناخته می‌شود) یک مجموعه تلویزیونی پویانمایی آمریکایی است که در سال ۲۰۱۲ بر اساس تیم ابرقهرمانی لاکپشت‌های نینجا ساخته شده‌است. این سریال با هدایت سیرو نیلی از ۲۸ سپتامبر ۲۰۱۲ تا ۱۲ نوامبر ۲۰۱۷ از نیکلودئون پخش می‌شده. این مجموعه تلویزیونی توسط استودیوی انیمیشن نیکلودئون تولید شده‌است. داستان با خروج آنها از فاضلاب شروع می‌شود که بعد از آن با آموزش‌های نینجوتسو، خودشان را برای مبارزه با دشمنان در شهر نیویورک آغاز می‌کنند.